# Brevitrichia insulana
Brevitrichia insulana är en tvåvingeart som först beskrevs av Cole 1923.  Brevitrichia insulana ingår i släktet Brevitrichia och familjen fönsterflugor.
Artens utbredningsområde är Kalifornien. Inga underarter finns listade i Catalogue of Life.